# 床田聖悟
床田 聖悟（とこた しょうご、1997年9月27日 - ）は、ジャパンラグビーリーグワン日野レッドドルフィンズに所属するラグビー選手。

## プロフィール
- 神奈川県横浜市出身[1]。
- ポジションはフルバック(FB)。
- 身長 182 cm、体重 88 kg
- 3兄弟で兄の裕亮（元埼玉パナソニックワイルドナイツ）も弟の淳貴（現・日野レッドドルフィンズ）もラグビー選手[2]。

## 略歴
2016年、桐蔭学園高校卒業後、立教大学に加入。なお桐蔭学園高校時代、高校日本代表候補に選ばれたことがある。
2020年、立教大学卒業後、日野レッドドルフィンズに加入。
2021年3月6日に行われたジャパンラグビートップリーグ第3節の神戸製鋼コベルコスティーラーズ戦にて途中出場で公式戦初出場を果たす。